# Parodia rudibuenekeri
Parodia rudibuenekeri är en kaktusväxtart som först beskrevs av W.R. Abraham, och fick sitt nu gällande namn av Rogoz. och P.J. Braun. Parodia rudibuenekeri ingår i släktet Parodia och familjen kaktusväxter. Inga underarter finns listade i Catalogue of Life.